# Pavao Pervan
Pavao Pervan, né le 13 novembre 1987 à Livno en Yougoslavie, est un footballeur international autrichien qui évolue au poste de gardien de but au VfL Wolfsburg.

## Biographie

### En club
En 2017, il atteint avec le LASK Linz les demi-finales de la Coupe d'Autriche. Son équipe est éliminée par le Rapid Vienne.
En 2019, il participe avec le VfL Wolfsburg à la phase de groupe de la Ligue Europa. Il joue cinq matchs lors de cette compétition, avec pour résultats deux victoires, deux nuls et une défaite.

### En équipe nationale
Le 6 octobre 2017, il figure pour la première fois sur le banc des remplaçants de l'équipe nationale A, mais sans rentrer en jeu, lors d'une rencontre face à la Serbie. Ce match gagné 3-2 rentre dans le cadre des éliminatoires du mondial 2018. Il doit attendre le 19 novembre 2019 pour honorer sa première sélection en équipe d'Autriche, face à la Lettonie, où il se voit titularisé. Ce match perdu 1-0 rentre dans le cadre des éliminatoires de l'Euro 2020.

## Palmarès
- Champion d'Autriche de D2 en 2017 avec le LASK Linz
- Vice-champion d'Autriche de D2 en 2016 avec le LASK Linz